# Duy Tân
Kaiser Duy Tân (Hán tự: 維新; * 3. August 1900 in Huế; † 26. Dezember 1945 bei Mbaïki, heute Zentralafrikanische Republik) war der elfte Kaiser der vietnamesischen Nguyễn-Dynastie. Am 5. September 1907 wurde er als Kaiser inthronisiert und bekleidete dieses Amt bis zu seiner Absetzung am 13. Mai 1916. Sein eigentlicher Name war Nguyễn Phúc Vĩnh San, auch Nguyễn Phúc Hoảng, als Ärabezeichnung wählte er „Duy Tân“, das heißt „Freund von Reformen“. Seine unter diese Devise gestellte Ära begann am 5. September 1907 und endete mit dem 18. Mai 1916.
Statt als „Kaiser von Vietnam“ wird Duy Tân wie die anderen späten Kaiser der Dynastie auch als „Kaiser von Annam“ oder – von Frankreich veranlasst – „König von Annam“ bezeichnet.
Der Familienname „Nguyễn Phúc“ begegnet auch als „Nguyễn Phước“.
Duy Tân war einer von nur zwei Kaisern der Nguyễn-Dynastie, die in Vietnam weithin Respekt genossen und beliebt waren.

## Leben
Prinz Vĩnh San war Sohn des Kaisers Thành Thái. Dieser war wegen seines Widerstandes gegen die französische Regierung und seiner erratischen Handlungen für geisteskrank erklärt und 1907 nach Vũng Tàu exiliert worden. Die Franzosen entschieden, den Thron an seinen gerade einmal sieben Jahre alten Sohn zu übergeben, Prinz Vĩnh San, weil sie dachten, ein so junger Kaiser wäre leicht profranzösisch zu beeinflussen und zu kontrollieren.
Das war ein Irrtum. Als Duy Tân älter wurde, bemerkte er, dass, obwohl er als Kaiser behandelt wurde, eigentlich den kolonialen Autoritäten Folge geleistet wurde. Als Jugendlicher kam Kaiser Duy Tân dann unter den Einfluss des Mandarins Trần Cao Vân (1866–1916), der ein Feind der kolonialen Unterdrückung war. Kaiser Duy Tân plante mit Trần Cao Vân und anderen eine Rebellion gegen die Franzosen.
Am 3. Mai 1916, die Franzosen waren in die Kämpfe des Ersten Weltkriegs verstrickt, schmuggelte sich Kaiser Duy Tân zusammen mit Trần Cao Vân aus der Verbotenen Stadt und rief das Volk auf, sich gegen die Franzosen zu erheben. Doch bereits am  6. Mai 1916 wurden sie verraten und von den französischen Behörden gefangengesetzt.
Am 10. Mai 1916 schlugen der Rat der Kaiserfamilie und der Geheime Rat dem französischen Generalgouverneur Ernest Roume die Absetzung Duy Tâns und die Inthronisation von Prinz Bửu Đảo vor, dem Sohn des Kaisers Đồng Khánh. Am 13. Mai 1916 stimmte Roume zu, am 17./18. Mai 1916 wurde Prinz Bửu Đảo, der neue Kaiser Khải Định, in sein Amt eingeführt.
Aufgrund seines jugendlichen Alters und um eine Verschlechterung der politischen Situation zu vermeiden, wurde Kaiser Duy Tân abgesetzt und exiliert, nicht aber hingerichtet. Trần Cao Vân und die übrigen Revolutionäre wurden dagegen enthauptet. Der bisherige Kaiser wurde unter seinem früheren Titel Prinz (Nguyễn Phúc) Vĩnh San mit seinem Vater auf die Insel Réunion im Indischen Ozean verbracht.
Prinz Vĩnh San fuhr im Exil fort, sich für die Unabhängigkeit Vietnams einzusetzen. Während des Zweiten Weltkriegs trat er den Forces Françaises Libres bei und wurde Marine-Offizier. Später, als Frankreich der Niederlage gegen die Kommunisten in Vietnam entgegen sah und das Regime von Kaiser Bảo Đại kaum noch zu halten war, unterhielt sich der französische Präsident Charles de Gaulle mit Prinz Vĩnh San, der bei den Vietnamesen immer noch für seinen Patriotismus beliebt war, über eine Rückkehr nach Vietnam als Kaiser. Aber dieser starb am 26. Dezember 1945 auf seinem Heimweg bei einem Flugzeugabsturz in der Nähe des heutigen Mbaïki in der Zentralafrikanischen Republik, damals Ubangi-Schari (französisch Oubangui-Chari) in der französischen Kolonie Tschad.
Später in den 1980ern wurden seine Überreste von Afrika in einer traditionellen Zeremonie nach Vietnam gebracht, um im Grab mit seinem Großvater, Kaiser Dục Đức, zu verbleiben.